# Vallebona
Vallebona – miejscowość i gmina we Włoszech, w regionie Liguria, w prowincji Imperia.
Według danych na rok 2004 gminę zamieszkiwało 1087 osób, 217,4 os./km².